# Jennifer Wenth
Jennifer Wenth, född 24 juli 1991, är en friidrottare från Österrike. Hon deltog vid olympiska sommarspelen 2016.